# یازاک
یازاک (به صربی: Jazak) یک منطقهٔ مسکونی در صربستان است که در ایریگ واقع شده‌است. یازاک ۱٬۱۰۰ نفر جمعیت دارد.